# Бук-М3
9к37 Бук-М3 је систем против ваздушне одбране (ПВО) средњег домета. Заснован је на претходном систему Бук-М2 и модификован уз најновије електронске компоненте, са додатним значајним измена у виду лансирних рампи и радару.
На изради овог система почело се у 2015, а први примерци су произведени у 2016. године. За разлику од старијих верзија попут: Бук-1 (1979), Бук-М1 (1983), Бук-М1-М2 (1998) и Бук-М2 (2008), систем Бук-М3 има вероватноћу поготка циља повећану на скоро један према један. Развијан је од стране руске компаније Алмаз-Антеј (рус: Алмаз-Антей, eng: Almaz-Antey) у граду Нижњи Новгород.

## Карактеристике
- Максимална висина погађања мете је од 0.015 км -35 км.
- Даљина уништења циља износи од 2,5 km-70 км.

#### Поређење са претходном верзијомБук-М2.
- Вероватноћа поготка циља у поређењу са Бук-М2 је повећана за 4% и износи 99%. (авиони и хеликоптери)
- Вероватноћа поготка циља балистичких ракета је повећана за 25% и износи 100%.
- Повећани домет висине поготка циља за 10 км.
- Повећани домет гађања циља на даљини за 25 км.

Смањено је време реакције за дејство на циљ, за око 8 секунде и сада износи око 10 секунди.

### Корисници:
- Русија - Најмање 60 система закључно са 2020. годином